# Eleição municipal de Timon em 2016
A eleição municipal de Timon em 2016 foi realizada para eleger um prefeito, um vice-prefeito e 21 vereadores no município de Timon, no estado brasileiro do Maranhão. Foram eleitos ) e  para os cargos de prefeito(a) e vice-prefeito(a), respectivamente.
Seguindo a Constituição, os candidatos são eleitos para um mandato de quatro anos a se iniciar em 1º de janeiro de 2017. A decisão para os cargos da administração municipal, segundo o Tribunal Superior Eleitoral, contou com 98 897 eleitores aptos e 5 939 abstenções, de forma que 6.01% do eleitorado não compareceu às urnas naquele turno.

## Resultados

### Eleição municipal de Timon em 2016 para Prefeito
A eleição para prefeito contou com 2 candidatos em 2016: Luciano Ferreira de Sousa do Partido Socialista Brasileiro, Alexandre Vicente de Paula Almeida do Partido Social Democrático (2011) que obtiveram, respectivamente, 48 704, 38 061 votos. O Tribunal Superior Eleitoral também contabilizou 6.01% de abstenções nesse turno. 
| Candidato(a)                             | Vice                       | Coligação                | Votos recebidos | Percentual |
| ---------------------------------------- | -------------------------- | ------------------------ | --------------- | ---------- |
| Luciano Ferreira de Sousa (PSB)          | João Rodolfo do Rêgo Silva | Juntos pra Fazer Mais    | 48704           | 56.13%     |
| Alexandre Vicente de Paula Almeida (PSD) | Ulysses Almeida Waquim     | Unidos Somos Mais Fortes | 38061           | 43.87%     |

### Eleição municipal de Timon em 2016 para Vereador
Na decisão para o cargo de vereador na eleição municipal de 2016, foram eleitos 21 vereadores com um total de 88 836 votos válidos. O Tribunal Superior Eleitoral contabilizou 1 627 votos em branco e 2 495 votos nulos. De um total de 98 897 eleitores aptos, 5 939 (6.01%) não compareceram às urnas .
| Nome                                        | Partido político                       | Coligação                       | Votos recebidos | Percentual |
| ------------------------------------------- | -------------------------------------- | ------------------------------- | --------------- | ---------- |
| Socorro Waquim                              | Movimento Democrático Brasileiro (MDB) | Unidos por Timon                | 2477            | 2.79%      |
| Phillip Ângelo da Cunha Andrade             | Partido Democrático Trabalhista (PDT)  | Juntos pelo Desenvolvimento     | 2286            | 2.57%      |
| Luis Carlos da Silva Sá                     | Partido Socialista Brasileiro (PSB)    | Juntos por Timon                | 2116            | 2.38%      |
| Juarez Julio de Morais Silva Filho          | Solidariedade (SD)                     | Juntos Para Continuar Crescendo | 1976            | 2.22%      |
| Francisco de Moraes Reis                    | Partido Socialista Brasileiro (PSB)    | Juntos por Timon                | 1899            | 2.14%      |
| Ramon Alves de Sousa Junior                 | Progressistas (PP)                     | Unidos Somos Mais Fortes I      | 1865            | 2.1%       |
| Jose Wilma da Silva Resende                 | Partido Democrático Trabalhista (PDT)  | Juntos pelo Desenvolvimento     | 1773            | 2%         |
| Luiz Firmino de Sousa Neto                  | Partido da Mobilização Nacional (PMN)  | Juntos pelo Desenvolvimento     | 1650            | 1.86%      |
| Ivan Batista da Silva                       | Partido Trabalhista Brasileiro (PTB)   | Juntos por Timon                | 1603            | 1.8%       |
| Celso Antonio Silva Lopes                   | Partido Comunista do Brasil (PCdoB)    | Juntos por Timon                | 1553            | 1.75%      |
| Cláudia Regina das Chagas Sousa             | Partido da Mulher Brasileira (PMB)     | Juntos Para Vencermos           | 1551            | 1.75%      |
| José Carlos Fernandes de Assunção           | Partido Socialista Brasileiro (PSB)    | Juntos por Timon                | 1531            | 1.72%      |
| Jair Mayner Silva                           | Partido Socialista Brasileiro (PSB)    | Juntos por Timon                | 1477            | 1.66%      |
| Anderson Silva Pêgo                         | Partido Republicano Brasileiro (PRB)   | Unidos pra Vitória              | 1429            | 1.61%      |
| Raimundo Barbosa de Sousa                   | Solidariedade (SD)                     | Juntos Para Continuar Crescendo | 1360            | 1.53%      |
| José Antunes de Macedo Júnior               | Partido Social Democrático (PSD)       | Unidos Somos Mais Fortes I      | 1261            | 1.42%      |
| Francisco Helber Costa Guimarães            | Patriota (PATRI)                       | Juntos Para Vencermos           | 1099            | 1.24%      |
| Francisco Marques Torres                    | Movimento Democrático Brasileiro (MDB) | Unidos por Timon                | 1096            | 1.23%      |
| Adão Tavares Dourado                        | Partido da República (PR)              | Renovar Para Melhorar           | 1066            | 1.2%       |
| Denisvaldo Gino de Sousa                    | Solidariedade (SD)                     | Juntos Para Continuar Crescendo | 949             | 1.07%      |
| Henrique Cesar Ferreira de Melo Lima Junior | Podemos (PODE)                         | Renovar Para Melhorar           | 927             | 1.04%      |